# Gare de Faymont
La gare de Faymont est une gare ferroviaire française, fermée et désaffectée, de la ligne de Corbenay à Faymont située au village de Faymont sur le territoire de la commune du Val-d'Ajol, dans le département des Vosges, en  Lorraine (région administrative Grand Est).

## Situation ferroviaire
Établie à 408 mètres d'altitude, la gare terminus de Faymont était située au point kilométrique (PK) 113,755 de la ligne de Corbenay à Faymont, après la gare de Gare du Val-d'Ajol.